# Pesantren (Tembelang)
Pesantren is een bestuurslaag in het regentschap Jombang van de provincie Oost-Java, Indonesië. Pesantren telt 2672 inwoners (volkstelling 2010).